# Ухтомка (село)
Ухто́мка — село в Милославском районе Рязанской области. Входит в Липяговское сельское поселение. 

## История
Впервые упоминается в «Списках населённых мест Российской империи», 1859. 

## Население
| 2010 |
| ---- |
| 12   |